# KT 롤스터
KT 롤스터(KT Rolster)는 대한민국의 리그 오브 레전드 및 와일드 리프트 프로게임단으로 과거에는 피파와 카운터 스트라이크, 스페셜포스, 스페셜포스2, 스타크래프트, 스타크래프트 II 종목을 운영하기도 하였으며 T1과는 스타크래프트 시절부터 현재까지도 이동 통신사 라이벌 관계를 유지하고 있다.

## 역사
KT 롤스터는 1999년 12월 30일 ⓝ016 온라인 프로게임단으로 창단하였다. 초기에는 FIFA 종목이 유일했으나 2001년 3월 21일에 KTF 매직엔스로 개칭되면서 스타크래프트 종목, 카운터 스트라이크 종목 등이 추가되었다.
그 후 회사의 지원을 바탕으로 CJ 엔투스에 소속되어 있었던 김정민, 웅진 스타즈에서 변길섭과 박정석을 SouL에서 조용호 등 스타 선수들을 연달아 영입하며 '게임계의 레알 마드리드'라는 별명을 얻었다. 이후에도 CJ 엔투스에서 강민을 당시 최대 액수로 영입하는 등 강팀의 면모를 굳혔다.
그러나 이와 같이 신인육성보다는 비기업 팀이나 자본력이 약한 팀의 주축선수를 영입해오는 운영방식이 비판받은 적이 있었다.
프로 스포츠 사상 최다 연승기록인 23연승 기록 수립과 2004 SKY 프로리그 3라운드와 2005 SKY 프로리그 전기리그 정규시즌에서 전승 1위라는 전대미문의 성적을 냈다. 하지만 2007년 시즌에 들어서 신인 위주의 엔트리를 짰다가 패배하는 경우가 많아지면서 포스트시즌 진출도 많이 멀어졌다. 그럼에도 KTF는 이영호, 박재영 등의 신예들을 많이 발굴해내면서 가능성을 조금이나마 만들고 있었다.
2008년 1월 15일에 김동수, 변길섭이 은퇴하고 조용호와 이병민이 이스트로로 이적되어 팀이 세대교체가 급속히 이루어졌다.
2008년 7월 23일, KTF의 김철 감독이 프로리그의 성적 부진을 이유로 경질되었고 다음 시즌 감독은 이지훈 수석코치가 선임되었다.
강민의 해설위원 변신과 함께 박정석, 홍진호의 군입대로 팀의 전력이 쇠퇴하면서, 이영호 원맨 체제라는 의혹을 받았다. 프로리그 08-09시즌에서 팀의 에이스인 이영호가 다승왕(54승)에 올랐음에도 불구하고, 팀성적 7위로 포스트시즌 진출에 실패하면서 '소년가장 이영호' '이영호 원맨팀'이라는 비판을 받기도 했다.
2009년 6월 1일, KTF가 KT에 합병됨으로써 구단 명칭도 KT 매직엔스로 바뀌었고 이후 7월 31일 준비해온 새로운 팀명 및 BI를 발표하며 KT 핑거붐이라는 명칭으로 변경되었다.
‘FingerBoom’은 마우스와 키보드를 조작하는 손가락을 통해 붐을 일으키고 새로운 신화를 만들어가는 창조적인 프로게임단을 의미한다.
그러나 팬들의 반발과 ‘FingerBoom’이라는 난해한 뜻에 따라 임시로 팀명을 KT 프로게임단으로 바꾸었다.
2009년 7월 2일, 스페셜포스 팀인 RePute를 영입했으며 2009년 8월 25일 팀명을 KT 롤스터로 바꾸었다.
2010년 4월 3일 KT는 신한은행 위너스리그 09-10에서 MBC게임 히어로를 상대로 이영호의 3킬에 힘입어 우승하여 창단 이후 10년 만에 처음으로 단체전 정상에 등극하며 우승의 한을 풀어냈다.
2010년 6월 28일 신한은행 프로리그 09-10 정규리그에서 우승을 차지하며 2005년 이후 5년 만에 광안리 결승전에 직행했고 결승전에서도 디펜딩 챔피언 T1을 꺾고 창단 첫 프로리그 우승을 차지하면서 10년동안 있었던 준우승 징크스도 완전히 사라졌으며 2011년 2월 26일 스페셜포스팀도 우승을 차지하면서 준우승에 대한 오명은 완전히 벗어났다. 이에 힘입어 KT는 2010년 12월 22일 2010 대한민국 e-스포츠 대상에서 최초로 올해의 프로게임단상을 수상하였다.
신한은행 프로리그 10-11 시즌에 들어서 지난 시즌 우승 팀의 포스와는 달리 거듭되는 부진과 팀의 주전인 박지수의 은퇴와 우정호의 입원 등 악재가 겹치면서 1,2라운드를 최하위권에 머무르게 된다. 또한 프로리그에서 선전하는 이영호를 두고 원맨팀의 악몽이 다시 되살아나는거 아니냐는 우려의 목소리가 생기기 시작한다.
하지만 3,4라운드 신한은행 위너스리그 10-11에 들어서면서 13연승 무패행진 기록을 세우며 T1을 제치고 1위 자리를 탈환했고 3월 13일 Gen.G전에서 승리하며 위너스리그 1위를 확정지었다. 위너스리그 결승에 진출한 KT는 CJ와 화승을 꺾고 결승에 올라온 T1에 1:4로 완패하며 준우승에 머물렀고 따라서 홍진호의 준우승 징크스는 깨지지 않았다.
신한은행 프로리그 10-11를 3위로 마감한 KT는 플레이오프전을 치른다. 상대적으로 가장 약체팀으로 평가받았던 KT였으나 정규시즌에 주춤하던 저그 선수들의 활약으로 6강 플레이오프에서 SouL을, 준플레이오프에선 웅진을 각각 2:1로 꺾었다. 그리고 플레이오프에서 CJ를 상대로 저그 선수들은 CJ 프로토스 선수들을 모조리 압살하며 결승 진출에 성공했다. 또한 작년과 마찬가지로 T1와 대망의 결승전을 중국 상해에서 단판제로 치룰 예정이었으나 중국 측의 반대로 무산되며 결국 서울 능동 숲속의 무대에서 결승전을 치른 KT는 풀세트까지 가는 접전 끝에 에이스 결정전에서 에이스 이영호가 도재욱을 꺾으며 4:3 스코어로 2년 연속 우승을 차지한다. 게다가 엔트리 싸움에서도 완벽히 밀렸었으나 이영호와 김대엽의 맹활약으로 대역전극을 이루어냈다.
2011년 해체 게임단 공개 포스팅으로 폭스의 박성균, 주성욱을 영입하며 테란, 토스라인을 강화시킨다. 반 년 단위로 진행되는 SK플래닛 프로리그 11-12에서는 에이스 결정전과 위너스리그가 폐지되었는데, 이는 이영호라는 강력한 카드 한 장에 많이 의존하고 있던 KT 롤스터에게는 매우 불리하게 작용할 것으로 분석되었다. 실제로 KT 롤스터는 작년 시즌의 우승 팀답지 않게 초반에 3연패하며 불리한 출발을 보였다. 이를 두고 어떤 사람들은 KT 롤스터의 이지훈 감독이 100승 달성을 앞두고 '9수의 저주'에 걸려든 것이라고 말하기도 하였다. 그러나 이후의 경기에서 김대엽, 주성욱이 살아나고, 임정현, 김성대, 고강민 등 KT의 저그 선수들이 중요한 순간에 승리를 보태 주면서 KT는 11-12시즌 1라운드를 2위로 마무리지었고, 2라운드에서도 저그 라인이 중요한 승리를 많이 하여 1위로 마무리하였다.
2011년 12월 28일 2011 대한민국 e-스포츠 대상 2연속 올해의 프로게임단상을 수상하였다.
2012년 1월 13일, 해체된 화승 오즈의 김태균도 영입했다.
2012년 2월 5일, 공군전 승리로 프로리그 팀 최초로 200승을 달성하였다.
SK플래닛 프로리그에서 3위로 시즌을 마감하며 준플레이오프에 진출한다. 준플레이오프에서 격돌한 4위팀 CJ를 2:1로 승리하며 플레이오프에 진출하였고, 2위팀 삼성칸을 상대로 KT저그의 신들린 경기력을 보여주며 2:0으로 3년 연속 결승진출에 성공하였다. 3년 연속으로 프로리그 결승전에서 SK를 만난 KT는 저그는 모두 이겼지만 에이스인 김대엽과 이영호의 통한의 패배로 3년 연속 우승 달성에 실패하게 된다.
팀의 주장이자 정신적 지주로 활동하였던 박정석이 프로게이머 은퇴를 선언하여 SK플래닛 스타크래프트 프로리그 시즌2부터는 고강민이 차기 주장 자리를 맡게 되었다.
2012년 7월 27일 KT는 스타Ⅱ의 전력을 보강하기 위해 SlayerS에서 선수로 활약하던 한규종을 스타Ⅱ 전담코치로 영입하였다.
2012년 8월 23일 팀의 주축 프로토스이자 에이스였던 우정호가 투병끝에 안타깝게 사망하였다. KT는 우정호의 장례를 비롯해서 발인, 화장, 영면까지 모든 절차를 게임단 선수들과 관계자들이 치루어주었다.
2012년 10월 10일 스타테일에서 활동하던, 리그 오브 레전드 선수들을 영입해, 리그 오브 레전드 팀을 창단하였다.
2013년 6월 20일 팬과 함께하는 네이밍 공모전을 통해 리그 오브 레전드 팀 명칭에 변화를 주었다. 기존의 KT A팀은 KT Arrows(애로우)로, KT B팀은 KT Bullets(불리츠)로 변경되었다.
2014 스타크래프트2 프로리그 1라운드에서 숙명의 라이벌 SK텔레콤 T1을 결승전에서 만나 주성욱의 맹활약으로 우승을 차지하였다.
2014년 2월 18일 부로 팀내 리빌딩이 이루어져, 이지훈 감독은 LOL팀 감독 및 총감독으로 강도경 수석코치가 스타2 팀 전담 감독으로 승격되었으며, 고강민은 코치로 완전 전환하였다.
2014년 8월 LOL챔피언스 섬머 우승 및 2014 스타크래프트II 프로리그 통합우승을 달성하며 양대리그 우승의 대기록을 세웠다.
이후 스타크래프트II 고강민 코치의 군입대에 따라 2014년 9월 진에어 출신의 류원 코치를 영입하였고, 이어 11월 군에서 전역한 김윤환 코치를 영입하였다.
2015년 1월에는 KT 소속이었다가 해외에서 활약하던 강현우 선수를 재영입하였으며, 2월에는 2014 WCS 글로벌 파이널 (블리즈컨) 우승자 출신 이승현 선수를 영입하였다.
이에 따라 2015 프로리그 2R부터 이영호, 주성욱, 김대엽, 전태양, 이승현, 김성대, 김성한, 강현우 등의 라인업으로 리그를 진행하였다.
LOL 종목은 2015년 시즌부터 1팀 체제로 변화함에 따라 팀 리빌딩을 진행하여 현재 주전 6명, 연습생 4명으로 구성하였다.
2016년 10월, 스타크래프트 II 종목 팀 해체를 발표하였다.
2016년 11월, KT 롤스터 LOL 프로게임단은 2013 시즌~ 2016 시즌을 함께한 김찬호, 송용준, 노동현, 하승찬 등의 계약 종료 소식을 발표하였다.
발표 직후에 송경호, 허원석, 김혁규 등의 영입 소식을 발표하였다.
그 후 조세형의 영입까지 발표하면서 송경호, 고동빈, 허원석, 김혁규, 조세형으로 이어지는 막강한 라인업을 보유하게 되었고, 2017 새로운 시즌을 위한 마지막 퍼즐을 완성시켰다.
그리고 2018 롤챔스 서머에서 그리핀을 꺾고 4년만에 통산 2번째 롤챔스 우승컵을 들어올렸다.
그러나 2019 롤챔스 스프링에서는 9위라는 팀 역사상 최악의 성적으로 롤챔스 승강전으로 내려갔고 승강전 1경기에서 2019 롤 챌린저스 스프링 준우승팀인 VSG를 2-0으로 가볍게 꺾었고 승자전에서 진에어 그린윙스마저 3-0으로 꺾으면서 롤챔스 잔류에 성공했다.

## 게임단 연혁

### 수상 이력
스타크래프트 I·II 통합프로리그 3회 우승·4회 준우승
스타크래프트프로리그 우승 2회·준우승 3회, 위너스리그 우승 1회·준우승 1회
스타크래프트 II프로리그 우승 1회·프로리그 준우승 1회
프로리그 라운드 우승 2회·라운드 준우승 2회
스페셜포스 I,II프로리그 우승 1회·프로리그 준우승 3회
리그 오브 레전드LCK 우승 2회·준우승 4회

#### 스타크래프트, 스타크래프트 II
- 1999년 12월 30일 ⓝ016 온라인 프로게임단 창단
- 2001년 3월 21일 KTF 매직엔스 프로게임단 창단식 개최
- 2003년 6월 10일 계몽사 KPGA 팀리그 3위
- 2003년 8월 23일 KTF EVER컵 프로리그 3위
- 2004년 2월 28일 LG IBM MBC게임 팀리그 준우승
- 2004년 8월 5일 투싼배 MBC게임 팀리그 3위
- 2005년 2월 5일 SKY 프로리그 2004 3라운드 준우승
- 2005년 2월 16일 SKY 프로리그 2004 그랜드파이널 4위
- 2005년 2월 26일 MBC무비스배 MBC게임 팀리그 4위
- 2005년 7월 30일 SKY 프로리그 2005 전기리그 준우승
- 2005년 10월 12일 프로스포츠 사상 최다 23연승 기록 수립
- 2006년 1월 11일 SKY 프로리그 2005 후기리그 3위
- 2006년 2월 25일 SKY 프로리그 2005 그랜드파이널 준우승
- 2006년 5월 8일 e스포츠 사상 첫 프로리그 본선 50승 기록 수립
- 2006년 7월 15일 SKY 프로리그 2006 전기리그 4위
- 2009년 3월 22일 신한은행 위너스리그 08-09 3위
- 2009년 6월 1일 KT 매직엔스로 팀명 변경
- 2009년 7월 31일 KT 핑거붐으로 팀명 변경[2]
- 2009년 8월 25일 KT 롤스터로 팀명 변경
- 2010년 4월 3일 신한은행 위너스리그 09-10 우승 (vs MBC게임 HERO 4:3)
- 2010년 8월 7일 신한은행 프로리그 09-10 우승 (vs SK텔레콤 T1 4:2)
- 2010년 8월 17일 경남-STX컵 마스터즈 2010 3위
- 2010년 12월 22일 2010 대한민국 e-스포츠 대상 올해의 프로게임단
- 2011년 4월 9일 신한은행 위너스리그 10-11 준우승
- 2011년 8월 19일 신한은행 프로리그 10-11 우승 (vs SK텔레콤 T1 4:3)
- 2011년 12월 28일 2011 대한민국 e스포츠대상 올해의 프로게임단
- 2012년 2월 5일 프로게임단 사상 최초로 프로리그 200승 달성
- 2012년 4월 8일 SK플래닛 스타크래프트 프로리그 시즌1 준우승 (vs SK텔레콤 T1 3:4)
- 2013년 7월 21일 SK플래닛 스타크래프트 II 프로리그 12-13 3위
- 2014년 2월 11일 SK텔레콤 스타크래프트 II 프로리그 2014 1라운드 우승 (vs SK텔레콤 T1 4:0)
- 2014년 3월 30일 SK텔레콤 스타크래프트 II 프로리그 2014 2라운드 4위
- 2014년 5월 18일 SK텔레콤 스타크래프트 II 프로리그 2014 3라운드 3위
- 2014년 8월 9일 SK텔레콤 스타크래프트 II 프로리그 2014 통합 우승 (vs SK텔레콤 T1 4:2)
- 2015년 4월 21일 SK텔레콤 스타크래프트 II 프로리그 2015 2라운드 3위
- 2015년 6월 30일 SK텔레콤 스타크래프트 II 프로리그 2015 3라운드 3위
- 2015년 9월 13일 SK텔레콤 스타크래프트 II 프로리그 2015 4라운드 우승 (vs SK텔레콤 T1 4:2)
- 2015년 9월 22일 SK텔레콤 스타크래프트 II 프로리그 2015 통합 4위
- 2016년 3월 22일 SK텔레콤 스타크래프트 II 프로리그 2016 1라운드 3위
- 2016년 5월 21일 SK텔레콤 스타크래프트 II 프로리그 2016 2라운드 준우승
- 2016년 7월 31일 SK텔레콤 스타크래프트 II 프로리그 2016 3라운드 준우승
- 2016년 9월 3일 SK 텔레콤 스타크래프트 II 프로리그 2016 통합 준우승

#### 스페셜포스, 스페셜포스2
- 2009년 8월 6일 생각대로T SF프로리그 2009 1st 준우승
- 2010년 1월 23일 생각대로T SF프로리그 2009 2nd 4위
- 2010년 8월 6일 생각대로T SF프로리그 2010 1st 준우승
- 2011년 2월 26일  생각대로T SF프로리그 2010 2nd 우승
- 2011년 8월 20일 생각대로T SF 프로리그 2011 1st 준우승
- 2012년 3월 24일 생각대로T SF2 프로리그 2012 1st 3위

#### 리그 오브 레전드

##### 1군
- 용쟁호투 준우승 (애로우즈)
- 올림푸스 리그 오브 레전드 챔피언스 윈터 2012-2013 8강 (애로우즈)
- 컨디션 헛개수 NLB 윈터 2012-2013 다이아리그 8강 (애로우즈)
- 용쟁호투 8강 (불리츠)
- 올림푸스 리그 오브 레전드 챔피언스 윈터 2012-2013 3위 (불리츠)
- LoL 클럽 마스터즈 2013 3위
- 2013년 실내 무도 아시안 게임 리그 오브 레전드 부문 국가대표 선발전 1위 (불리츠)
- MLG 윈터 시즌 챔피언십 2013 우승(불리츠)
- MLG 윈터 시즌 챔피언십 2013 한국대표 선발전 2위 (애로우즈)
- 2013년 실내 무도 아시안 게임 국가대표 선발전 16강 (애로우즈)
- 올림푸스 리그 오브 레전드 챔피언스 스프링 2013 12강 (애로우즈)
- 이엠텍 나이스게임TV 리그 오브 레전드 배틀 스프링 2013 12강 (애로우즈)
- 이엠텍 나이스게임TV 리그 오브 레전드 배틀 스프링 2013 3위 (불리츠)
- 올림푸스 리그 오브 레전드 챔피언스 스프링 2013 8강 (불리츠)
- 2013년 실내 무도 아시안 게임 리그 오브 레전드 부문 금메달 (불리츠)
- LoL AMD 챔피언십 프로팀 최강전 10강 (애로우즈)
- 핫식스 리그 오브 레전드 챔피언스 서머 2013 준우승 (불리츠)
- 2014 IEM 시즌 8 월드 챔피언십 리그 오브 레전드 부문 우승(불리츠)
- 핫식스 리그 오브 레전드 챔피언스 서머 2014 우승 (애로우즈)
- 스베누 리그 오브 레전드 챔피언스 코리아 스프링 2015 5위
- 스베누 리그 오브 레전드 챔피언스 코리아 서머 2015 준우승
- 리그 오브 레전드 월드 챔피언십 2015 8강
- 네이버 2015 LoL KeSPA컵 4강
- 롯데 꼬깔콘 리그 오브 레전드 챔피언스 코리아 스프링 2016 3위
- 코카콜라 제로 리그 오브 레전드 챔피언스 코리아 서머 2016 준우승
- 2016 LoL KeSPA컵 8강
- 리그 오브 레전드 챔피언스 코리아 스프링 2017 준우승
- 리그 오브 레전드 챔피언스 코리아 서머 2017 3위
- 2017 LoL KeSPA컵 우승
- 리그 오브 레전드 챔피언스 코리아 스프링 2018 3위
- 리그 오브 레전드 챔피언스 코리아 서머 2018 우승
- 리그 오브 레전드 월드 챔피언십 2018 8강
- 2018 LoL KeSPA컵 4강
- 스무살우리 리그 오브 레전드 챔피언스 코리아 스프링 2019 9위
- 우리은행 리그 오브 레전드 챔피언스 코리아 서머 2019 8위
- 2019 LoL KeSPA컵 울산 8강 1라운드
- 우리은행 리그 오브 레전드 챔피언스 코리아 스프링 2020 5위
- 우리은행 리그 오브 레전드 챔피언스 코리아 서머 2020 6위
- 2020 LoL KeSPA컵 울산 4강
- 2021 리그 오브 레전드 챔피언스 코리아 스프링 7위
- 2021 리그 오브 레전드 챔피언스 코리아 서머 7위
- 2022 리그 오브 레전드 챔피언스 코리아 스프링 7위

##### 2군
- LCK 챌린저스 리그 스프링 2021 5위
- LCK 챌린저스 리그 서머 2021 4위
- 2021 LoL KeSPA컵 울산 16강

## 역대 성적

### 프로리그결과
| 년도      | 리그                                   | 순위       | 경기 | 승 | 패 | 벌점 | 승점 | 포스트시즌   | 주요선수                                                                      | 감독   |
| --------- | -------------------------------------- | ---------- | ---- | -- | -- | ---- | ---- | ------------ | ----------------------------------------------------------------------------- | ------ |
| 2003      | KTF EVER                               | 3위        | 12   | 8  | 4  | 0    | +20  | 플레이오프   |                                                                               | 정수영 |
| 2003      | Neowiz Pmang                           | 6위        | 7    | 3  | 4  | 0    | +9   | 진출실패     |                                                                               | 정수영 |
| 2004      | SKY 1라운드                            | 7위        | 10   | 5  | 5  | 2    | -2   | 진출실패     |                                                                               | 정수영 |
| 2004      | SKY 2라운드                            | 새턴 3위   | 8    | 4  | 4  | 0    | -2   | 진출실패     |                                                                               | 정수영 |
| 2004      | SKY 3라운드                            | 머큐리 1위 | 8    | 8  | 0  | 0    | +12  | 준우승       |                                                                               | 정수영 |
| 2005      | SKY 전기                               | 1위        | 10   | 10 | 0  | 0    | +14  | 준우승       |                                                                               | 정수영 |
| 2005      | SKY 후기                               | 2위        | 18   | 12 | 6  | 1    | +11  | 플레이오프   |                                                                               | 정수영 |
| 2006      | SKY 전기                               | 3위        | 10   | 7  | 3  | 0    | +8   | 준플레이오프 |                                                                               | 이준호 |
| 2006      | SKY 후기                               | 10위       | 10   | 3  | 7  | 0    | -5   | 진출실패     |                                                                               | 김철   |
| 2007      | 신한은행 전기                          | 7위        | 22   | 10 | 12 | 0    | -3   | 진출실패     | 강민, 박정석, 임재덕, 변길섭, 이영호(T), 김윤환(T), 이영호(P), 홍진호, 배병우 | 김철   |
| 2007      | 신한은행 후기                          | 9위        | 22   | 10 | 12 | 0    | -10  | 진출실패     | 강민, 박정석, 임재덕, 변길섭, 이영호(T), 김윤환(T), 이영호(P), 홍진호, 배병우 | 김철   |
| 2008      | 신한은행 2008                          | 5위        | 22   | 13 | 9  | 0    | +9   | 진출실패     | 강민, 박정석, 임재덕, 이영호(T), 김윤환(T), 이영호(P), 홍진호, 배병우         | 김철   |
| 2008-2009 | 신한은행 위너스리그 08-09              | 4위        | 11   | 7  | 4  | 0    | +3   | 플레이오프   | 이영호(T), 우정호, 배병우, 박지수, 박재영, 김재춘, 안상원                     | 이지훈 |
| 2008-2009 | 신한은행 08-09                         | 7위        | 55   | 29 | 26 | 2    | +1   | 진출실패     | 이영호(T), 우정호, 배병우, 박지수, 박재영, 김재춘, 안상원                     | 이지훈 |
| 2009-2010 | 신한은행 위너스리그 09-10              | 1위        | 11   | 10 | 1  | 0    | +16  | 우승         | 이영호, 우정호, 박지수, 김대엽, 고강민, 배병우, 김재춘                        | 이지훈 |
| 2009-2010 | 신한은행 09-10                         | 1위        | 55   | 38 | 17 | 0    | +46  | 우승         | 이영호(T), 우정호, 박지수, 김대엽, 박재영, 고강민, 배병우, 김재춘             | 이지훈 |
| 2010-2011 | 신한은행 위너스리그 10-11              | 1위        | 18   | 16 | 2  | 0    | +42  | 준우승       | 박정석, 이영호(T), 우정호, 김대엽, 김성대, 고강민, 최용주, 임정현, 홍진호     | 이지훈 |
| 2010-2011 | 신한은행 10-11                         | 3위        | 54   | 32 | 22 | 0    | +14  | 우승         | 박정석, 이영호(T), 우정호, 김대엽, 김성대, 고강민, 최용주, 임정현, 홍진호     | 이지훈 |
| 2011-2012 | SK플래닛 스타크래프트 프로리그 시즌 1  | 3위        | 21   | 12 | 9  | 0    | +11  | 준우승       | 박정석, 이영호, 우정호, 김대엽, 김성대, 고강민, 임정현, 박성균, 주성욱        | 이지훈 |
| 2012      | SK플래닛 스타크래프트Ⅱ 프로리그 시즌 2 | 7위        | 21   | 9  | 12 | 0    | -5   | 진출실패     | 고강민, 이영호, 우정호, 김대엽, 김성대, 임정현, 박성균, 주성욱, 원선재        | 이지훈 |
| 2012-2013 | SK플래닛 스타크래프트 Ⅱ 프로리그 12-13 | 2위        | 42   | 25 | 17 | -1   | +29  | 플레이오프   | 이영호, 김대엽, 김성대, 임정현, 주성욱, 이동원, 고인빈                        | 이지훈 |
| 2014      | SK텔레콤 스타크래프트 Ⅱ 프로리그 2014  | 3위        | 28   | 18 | 10 | 0    | 298P | 우승         | 이영호, 김대엽, 김성대, 주성욱, 고인빈, 전태양, 김명식, 김성한, 박숭          | 강도경 |
| 2015      | SK텔레콤 스타크래프트 Ⅱ 프로리그 2015  | 3위        | 28   | 16 | 12 | -1   | 263P | 준플레이오프 | 이영호, 김대엽, 김성대, 주성욱, 전태양, 서성민                                | 강도경 |
| 2016      | SK텔레콤 스타크래프트 Ⅱ 프로리그 2016  | 2위        | 18   | 12 | 6  | 0    | 233P | 준우승       | 김대엽, 주성욱, 전태양, 최성일, 황강호, 이동녕, 정지훈                        | 강도경 |

### 팀리그 역대성적
| 연도      | 스폰서     | 경기수 | 승 | 패 | 승점 | 승률  | 기타       |
| --------- | ---------- | ------ | -- | -- | ---- | ----- | ---------- |
| 2003      | 계몽사     | 6      | 5  | 1  | 5    | 83.3% | 3위        |
| 2003      | 라이프존   | 1      | 0  | 1  | -2   | 0%    | 6위        |
| 2003-2004 | LG IBM     | 4      | 3  | 1  | 4    | 75%   | 준우승     |
| 2004      | 투싼       | 4      | 2  | 2  | -4   | 50%   | 3위        |
| 2004-2005 | MBC MOVIES | 7      | 4  | 3  | 2    | 57.1% | 4위        |
| 총 5시즌  | 총 5시즌   | 22     | 14 | 8  | 5    | 63.6% | 준우승 1회 |

| 연도      | 스폰서     | 경기수 | 개인승 | 개인패 | 승률  | 올킬수 |
| --------- | ---------- | ------ | ------ | ------ | ----- | ------ |
| 2003      | 계몽사     | 30     | 16     | 14     | 53.3% | -      |
| 2003      | 라이프존   | 5      | 1      | 4      | 20%   | -      |
| 2003-2004 | LG IBM     | 24     | 14     | 10     | 58.3% | -      |
| 2004      | 투싼       | 22     | 9      | 13     | 40.9% | -      |
| 2004-2005 | MBC MOVIES | 28     | 15     | 13     | 53.5% | 1      |
| 통산성적  | 통산성적   | 106    | 55     | 51     | 51.8% | 1      |

### 리그 오브 레전드

#### KT 롤스터 Arrows (#1팀)
| 연도 | 대회                                        | 최종상대         | 승            | 패            | 순위     | 상금         |
| ---- | ------------------------------------------- | ---------------- | ------------- | ------------- | -------- | ------------ |
| 2012 | 용쟁호투                                    | Invictus Gaming  | 0             | 3             | 준우승   | 정보 없음    |
| 2013 | 챔피언스 윈터 2012-2013                     | KT 롤스터 B      | 1             | 3             | 5 ~ 8위  | \ 12,000,000 |
| 2013 | LOL 클럽 마스터즈                           | CJ 엔투스        | 3             | 0             | 3위      | \ 4,000,000  |
| 2013 | NLB 윈터 2013-2013                          | MVP Blue         | 1             | 2             | 5 ~ 8위  | \ 500,000    |
| 2013 | MLG 윈터 시즌 챔피언십 한국대표선발전       | KT 롤스터 B      | 0             | 2             | 2위      | 없음         |
| 2013 | 2013년 실내 무도 아시안 게임 국가대표선발전 | SKT T1 #1        | 1             | 2             | 9 ~ 16위 | 없음         |
| 2013 | 챔피언스 스프링 2013                        | 조별리그 탈락    | 조별리그 탈락 | 조별리그 탈락 | 9 ~ 12위 | \ 10,000,000 |
| 2013 | NLB 스프링 2013                             | CTU              | 0             | 2             | 9 ~ 12위 | 정보 없음    |
| 2013 | LOL AMD 챔피언십 프로팀 최강전              | VTG Monsters     | 0             | 2             | 9 ~ 10위 | 정보 없음    |
| 2014 | NLB 윈터 2013-2014                          | 삼성 갤럭시 Blue | 1             | 2             | 5 ~ 8위  | \ 750,000    |
| 2014 | 챔피언스 스프링 2014                        | CJ Blaze         | 1             | 3             | 5 ~ 8위  | \ 12,000,000 |
| 2014 | NLB 스프링 2014                             | 나진 B Sword     | 1             | 2             | 5 ~ 8위  | \ 500,000    |
| 2014 | 챔피언스 서머 2014                          | 삼성 Blue        | 3             | 2             | 우승     | \ 80,000,000 |

#### KT 롤스터 Bullets (#2팀)
| 연도 | 대회                                        | 최종상대        | 승 | 패 | 순위                  | 상금         |
| ---- | ------------------------------------------- | --------------- | -- | -- | --------------------- | ------------ |
| 2012 | 용쟁호투                                    | Invictus Gaming | 2  | 3  | 5 ~ 8위               | 정보 없음    |
| 2013 | 챔피언스 윈터 2012-2013                     | Azubu Blaze     | 3  | 0  | 3위                   | \ 24,000,000 |
| 2013 | LOL 클럽 마스터즈                           | CJ 엔투스       | 3  | 0  | 3위                   | \ 4,000,000  |
| 2013 | MLG 윈터 시즌 챔피언십 한국대표선발전       | KT 롤스터 A     | 2  | 0  | 1위                   | 없음         |
| 2013 | MLG 윈터 시즌 챔피언십                      | Gambit Gaming   | 2  | 1  | 우승                  | $ 10,000     |
| 2013 | 2013년 실내 무도 아시안 게임 국가대표선발전 | ahq Korea       | 2  | 1  | 1위                   | 없음         |
| 2013 | 챔피언스 스프링 2013                        | MVP Ozone       | 1  | 3  | 5 ~ 8위               | \ 12,000,000 |
| 2013 | NLB 스프링 2013                             | SKT T1 #1       | 3  | 2  | 3위                   | \ 1,500,000  |
| 2013 | 2013년 실내 무도 아시안 게임                | 중국 (Team WE)  | 2  | 1  | 우승                  | 정보 없음    |
| 2013 | 챔피언스 서머 2013                          | SKT T1          | 2  | 3  | 2위                   | \ 40,000,000 |
| 2013 | 월드 챔피언십 시즌 3 한국대표선발전         | SKT T1          | 1  | 3  | 2위(롤드컵 진출 실패) | 없음         |
| 2014 | 챔피언스 윈터 2013-2014                     | 나진 W Shield   | 3  | 1  | 3위                   | \ 24,000,000 |
| 2014 | IEM 시즌8 월드 챔피언십                     | Fnatic          | 3  | 0  | 우승                  | $ 60,000     |
| 2014 | 챔피언스 스프링 2014                        | 나진 W Shield   | 2  | 3  | 5 ~ 8위               | \ 12,000,000 |
| 2014 | NLB 스프링 2014                             | SKT T1 K        | 0  | 3  | 4위                   | 정보 없음    |

#### KT 롤스터 (단일팀)
| 연도 | 대회                                                 | 순위   | 상금         | 비고 |
| ---- | ---------------------------------------------------- | ------ | ------------ | ---- |
| 2015 | 챔피언스 스프링 2015                                 | 5위    | \ 10,000,000 |      |
| 2015 | 챔피언스 서머 2015                                   | 준우승 | \ 60,000,000 |      |
| 2015 | 리그 오브 레전드 월드 챔피언십 2015                  | 5~8위  | $ 75,000     |      |
| 2016 | 챔피언스 스프링 2016                                 | 3위    | \ 30,000,000 |      |
| 2016 | 챔피언스 서머 2016                                   | 준우승 | \ 60,000,000 |      |
| 2016 | 리그 오브 레전드 월드 챔피언십 2016 지역 대표 선발전 | 2위    | -            |      |
| 2016 | 2016 LoL KeSPA컵                                     | 8강    | 500만원      |      |
| 2017 | 2017 리그 오브 레전드 챔피언스 코리아 스프링         | 준우승 | 6,000만원    |      |
| 2017 | 2017 리그 오브 레전드 챔피언스 코리아 서머           | 3위    | 3,000만원    |      |
| 2017 | 2017 LoL KeSPA컵                                     | 유승   | 4,000만원    |      |
| 2018 | 2018 리그 오브 레전드 챔피언스 코리아 스프링         | 3위    | 3,000만원    |      |
| 2018 | 2018 리그 오브 레전드 챔피언스 코리아 서머           | 우승   | 1억원        |      |
| 2018 | 리그 오브 레전드 월드 챔피언십 2018                  | 5위    | $ 25만 8,000 |      |
| 2018 | 2018 LoL KeSPA컵                                     | 3~4위  | 1,000만원    |      |
| 2019 | 2019 리그 오브 레전드 챔피언스 코리아 스프링         | 9위    | -            |      |
| 2019 | 2019 리그 오브 레전드 챔피언스 코리아 서머           | 8위    | -            |      |
| 2019 | 2019 LoL KeSPA컵                                     | 9~12위 | -            |      |
| 2020 | 2020 리그 오브 레전드 챔피언스 코리아 스프링         | 5위    | -            |      |
| 2020 | 2020 리그 오브 레전드 챔피언스 코리아 서머           | 6위    | -            |      |
| 2020 | 리그 오브 레전드 월드 챔피언십 2020 지역 대표 선발전 | 4위    | -            |      |
| 2020 | 2020 LoL KeSPA컵                                     | 3/4위  | 1,000만원    |      |

#### KT 롤스터 (1군)
| 연도 | 대회                                         | 순위 | 상금 | 비고 |
| ---- | -------------------------------------------- | ---- | ---- | ---- |
| 2021 | 2021 리그 오브 레전드 챔피언스 코리아 스프링 | 7위  | -    |      |
| 2021 | 2021 리그 오브 레전드 챔피언스 코리아 서머   | 7위  | -    |      |
| 2022 | 2022 리그 오브 레전드 챔피언스 코리아 스프링 | 7위  | -    |      |

#### KT 롤스터 챌린저스 (2군)
| 연도 | 대회                          | 순위 | 상금 | 비고 |
| ---- | ----------------------------- | ---- | ---- | ---- |
| 2021 | 2021 LCK 챌린저스 리그 스프링 | 5위  | -    |      |
| 2021 | 2021 LCK 챌린저스 리그 서머   | 4위  | -    |      |
| 2021 | 2021 LoL KeSPA컵              | 16강 | -    |      |
| 2022 | 2022 LCK 챌린저스 리그 스프링 |      |      |      |

## 역대 팀 명칭
- ⓝ016 온라인 프로게임단 - KTF 매직엔스 - KT 매직엔스 - KT 핑거붐 - KT 프로게임단 (임시) - KT 롤스터

## 역대 팀 감독
- 스타크래프트·스타크래프트 II
  - 1대 감독 : 정수영 (2001년 ~ 2006년)
  - 감독 대행 : 이준호 (2006년)
  - 2대 감독 : 김철 (2006년 ~ 2008년)
  - 3대 감독 : 이지훈 (2008년 ~ 2014년 2월 17일)
  - 4대 감독 : 강도경 (2014년 2월 18일 ~ 2016년 10월 19일)
- 리그 오브 레전드
  - 1대 감독 : 이지훈 (2014년 2월 18일 ~ 2017년 10월 24일)
  - 감독 대행 : 오창종 (2017년 11월 22일 ~ 2018년 12월 12일)
  - 2대 감독 : 오창종 (2018년 12월 13일 ~ 2019년 8월 30일)
  - 3대 감독 : 강동훈 (2019년 11월 15일 ~ 현재)
- 와일드 리프트
  - 1대 감독 : 강동훈 (2021년 6월 8일 ~ 현재)

## 소속 선수

### 리그 오브 레전드

#### 1군
- 감독 : 강동훈
- 코치 : 최승민 최천주
- 분석관 : 이희원

| 이름   | 소환사명 | 포지션  | 비고 |
| ------ | -------- | ------- | ---- |
| 이승민 | PerfecT  | 탑      |      |
| 홍창현 | Pyosik   | 정글    |      |
| 곽보성 | Bdd      | 미드    |      |
| 김혁규 | Deft     | AD 캐리 | 주장 |
| 조건희 | BeryL    | 서포터  |      |

#### 2군
- 코치 : 박지원 이성윤 박현우

| 이름   | 소환사명 | 포지션  | 비고 |
| ------ | -------- | ------- | ---- |
| 조현성 | Castle   | 탑      |      |
| 이승민 | PerfecT  | 탑      |      |
| 이광수 | PangSu   | 정글    |      |
| 이상훈 | Mask     | 미드    |      |
| 오현택 | Noah     | AD 캐리 |      |
| 박근우 | Rebel    | 서포터  |      |
| 한길   | Way      | 서포터  |      |

### 와일드 리프트
- 감독 : 강동훈
- 코치 : 황규범 김윤호

| 이름   | 소환사명 | 포지션 | 비고  |
| ------ | -------- | ------ | ----- |
| 정윤호 | Ratel    | 탑     |       |
| 도진호 | Do       | 정글   |       |
| 김은수 | XerO     | 미드   | [ 6 ] |
| 한성건 | NomeL    | 미드   |       |
| 최우석 | Luna     | 바텀   |       |
| 이성진 | Salem    | 서포터 | 주장  |

## 주요 종목
- 리그 오브 레전드

## 우승기록

### 스타크래프트
- 신한은행 위너스리그 09-10
- 신한은행 프로리그 09-10
- 신한은행 프로리그 10-11
- SK텔레콤 스타크래프트 II 프로리그 2014 1라운드
- SK텔레콤 스타크래프트 II 프로리그 2014
- SK텔레콤 스타크래프트 II 프로리그 2015 4라운드

### 스페셜포스
- 생각대로 T SF프로리그 2010 2nd

### 리그 오브 레전드
- 배틀로열 토너먼트 시즌 2
- MLG 2013 윈터 시즌 챔피언십 엑시비션
- 핫식스 리그 오브 레전드 챔피언스 서머 2014
- IEM 시즌8 월드 챔피언십 2014
- 2017 LoL KeSPA컵
- 리그 오브 레전드 챔피언스 코리아 서머 2018 스플릿

## 명예의 전당
KT 롤스터 팀 연습실 내에는 역대 KTF, KT 프로게임단을 빛낸 프로게이머들이 이름을 올리고 있다.
- 이지훈 (전 피파 프로게이머, 현 Gen.G e스포츠 단장)
- 김정민 (전 스타크래프트 프로게이머, 현 OGN 해설위원)
- 강민 (전 스타크래프트 프로게이머)
- 홍진호 (전 스타크래프트 프로게이머, 현 방송인)
- 박정석 (전 스타크래프트 프로게이머)
- 조용호 (전 스타크래프트 프로게이머)
- 우정호 (전 스타크래프트 프로게이머)[8]
- 이영호 (전 스타크래프트 프로게이머)

## 트리비아
- 스카이 프로리그 2004 3라운드와 2005 전기리그에서 전승을 기록했지만 포스트시즌에서는 준우승을 차지했다.
- 위와같이 프로리그 23연승으로 현재까지 연승순위 1위로, 2위보다 11연승이나 많다. (2004년 11월 10일 대 삼성전자 칸전 ~ 2005년 10월 12일 대 삼성전자 칸전)
- 기존의 팀에 소속되어 있을 때 개인리그 우승을 한 적이 있는 게이머가 KT프로게임단으로 이적한 이후에 우승한 사례가 전무하며, KT프로게임단에 소속되어 있으면서 개인리그 우승을 차지한 사례는 이윤열, 조용호 선수 둘뿐이었으며 그 중 이윤열은 당시 임대선수였기 때문에 정식으로 KT프로게임단의 이름으로 우승한 것은 조용호뿐이었다. 2007년에 이르러서야 팀 소속 선수로는 두 번째(이윤열은 임대선수)로 이영호선수가 송병구 선수를 꺾고 우승하였다.
- 특히 신한은행 프로리그 09~10 시즌에서도 KT는 38승으로 역대 단일리그 최다승 신기록을 세우기도 했다.
- 10년 동안이나 지속되었된 준우승 징크스가 09-10 프로리그 우승으로 사라지게 되었다.
- 이영호 원맨팀이라는 불명예스러운 이름이 있었으나, 09-10 시즌과 10-11 시즌을 모두 우승하면서 오명은 벗어났다. 우정호와 김대엽의 성장이 팀을 우승으로 이끈 셈이다.
- KT는 투병중이던 우정호를 살리기 위해 백방으로 노력해왔다. 1차 이식 수술을 잘 마쳐 회복되는듯 보였지만, 안타깝게도 2년간의 투병생활 끝에 사망하였고, 장례까지 모두 KT가 치러주었다.